# Olivier Bierin
Olivier Bierin (né à Verviers le 6 décembre 1985) est un homme politique belge du parti Ecolo.

## Biographie
Diplômé en sciences politiques de l'Université de Liège, Olivier Bierin a été conseiller aux affaires européennes et aux relations internationales de 2009 à 2013 au sein du cabinet de Jean-Marc Nollet, alors ministre du gouvernement de la Communauté française et du gouvernement wallon. De 2013 à 2014, il est adjoint aux chefs de cabinet au sein du même cabinet. Par la suite, de 2014 à 2019, il a été conseiller politique du groupe Ecolo au Parlement wallon. 
De 2010 à 2012, Olivier Bierin a également été le coprésident d'Ecolo j, le mouvement des jeunes écologistes.  
De 2017 à 2018, Olivier Bierin est conseiller communal à Liège. 
En 2019, il devient député au parlement wallon et au parlement de la Fédération Wallonie-Bruxelles en tant qu'élu de l'arrondissement de Liège.
De septembre 2021 à mars 2022, il siège dans la commission d'enquête sur la gestion des inondations de juillet 2021.
Il est nommé Vice-Président du Parlement Wallon le 21 décembre 2022.